# 阪神基地隊
阪神基地隊（はんしんきちたい、英称：Sub Area Activity Hanshin）とは、海上自衛隊の呉地方隊隷下の基地隊のひとつである。本部は兵庫県神戸市東灘区魚崎浜町37に所在している。略称は阪基（はんき）。

## 概要

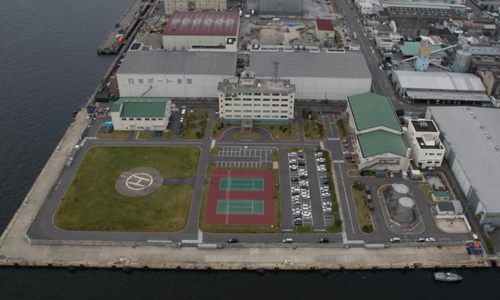
基地隊本部全景

阪神基地隊は大阪湾、紀伊水道及び四国沖の防衛警備を任務として、任務達成に必要な訓練のほか、海中で発見された不発弾等爆発性危険物の処理や災害への対応にあたっている。
基地隊本部は、神戸港の東部海面第三工区埋立地の南東部に置かれている。1995年（平成7年）1月に発生した阪神・淡路大震災により庁隊舎・岸壁とも多大な損害を受けたが、2年数ヶ月に及ぶ工事により、機能を大幅に強化し復旧した。

## 沿革
- 1952年（昭和27年）
  - 8月1日：保安庁警備隊が創設、海上保安庁第五管区海上保安本部「航路啓開部」が「大阪航路啓開隊」と改称され、横須賀地方隊西部航路啓開隊隷下に編入された。
  - 11月1日：第5掃海隊が新編、大阪航路啓開隊に編入。
- 1953年（昭和28年）9月16日：大阪航路啓開隊が廃止。「大阪基地隊」が新編、呉地方基地隊隷下に編入。
- 1954年（昭和29年）
  - 7月1日：海上自衛隊が発足、呉地方隊が新編され隷下に編入。
  - 10月1日：由良基地分遣隊を新編。
- 1955年（昭和30年）12月16日：仮屋磁気測定所を新編。
- 1957年（昭和32年）3月31日：淡路警備所を新編。
- 1959年（昭和34年）5月1日：神戸基地分遣隊を新編。
- 1961年（昭和36年）3月31日：第5掃海隊が廃止。
- 1963年（昭和38年）6月15日：第2港湾哨戒隊（「哨戒艇19号」「哨戒艇20号」「哨戒艇19号」）を編入。
- 1968年（昭和43年）3月30日：大阪基地隊本部が神戸市に移転し「大阪基地隊」から「阪神基地隊」に改称。神戸基地分遣隊が廃止、大阪派遣隊を新編。
- 1970年（昭和45年）
  - 3月2日：呉地方隊から第31掃海隊（「あただ」「いつき」「やしろ」）を編入。
  - 9月30日：大阪派遣隊が廃止。
- 1972年（昭和47年）3月31日：第31掃海隊が廃止。第2掃海隊群から第33掃海隊（「こうづ」「さきと」「はぶし」）を編入。
- 1974年（昭和49年）8月28日：第33掃海隊が廃止。第1掃海隊群から第41掃海隊（「いおう」「たかみ」）を編入。
- 1975年（昭和50年）12月1日：淡路警備所が廃止。紀伊警備所を新編。
- 1986年（昭和61年）3月27日：第41掃海隊が廃止。第45掃海隊（「たかね」「むづき」）を編入。
- 1990年（平成02年）11月28日：第45掃海隊が廃止。第15掃海隊（「いわい」「ちちじま」「とりしま」）を編入。
- 1992年（平成04年）10月20日：第2港湾哨戒隊が廃止。第1港湾哨戒隊を編入。
- 1994年（平成06年）5月9日：第15掃海隊の「いわい」が特務船に種別変更され、装備実験隊に編成替え。
- 1997年（平成09年）3月19日：隊番号の改正により第15掃海隊が第42掃海隊に改称。
- 1998年（平成10年）6月22日：第1港湾哨戒隊が廃止。
- 2000年（平成12年）3月13日：第42掃海隊の「とりしま」が除籍となり、第3掃海隊から「くめじま」を編入。
- 2003年（平成15年）3月18日：第2掃海隊から「おぎしま」が編入。
- 2006年（平成18年）2月8日：「おぎしま」が第101掃海隊に編成替え、第46掃海隊から「ひこしま」を編入。
- 2008年（平成20年）3月11日：「ひこしま」が除籍となり、第43掃海隊から「まきしま」を編入。
- 2013年（平成25年）6月3日：紀伊警備所が廃止。
- 2014年（平成26年）4月2日：第43掃海隊から「なおしま」を編入。
- 2014年（平成26年）5月16日：「くめじま」が第101掃海隊に編成替え、第41掃海隊から「つのしま」を編入。
- 2024年（令和06年）3月12日：第42掃海隊の「つのしま」が除籍となり[3]、函館基地隊第45掃海隊から「あおしま」を編入[4]。
- 2025年（令和07年）3月12日：第42掃海隊の「なおしま」が除籍となり[5]、掃海隊群第3掃海隊から「みやじま」を編入[6]。

## 部隊編成

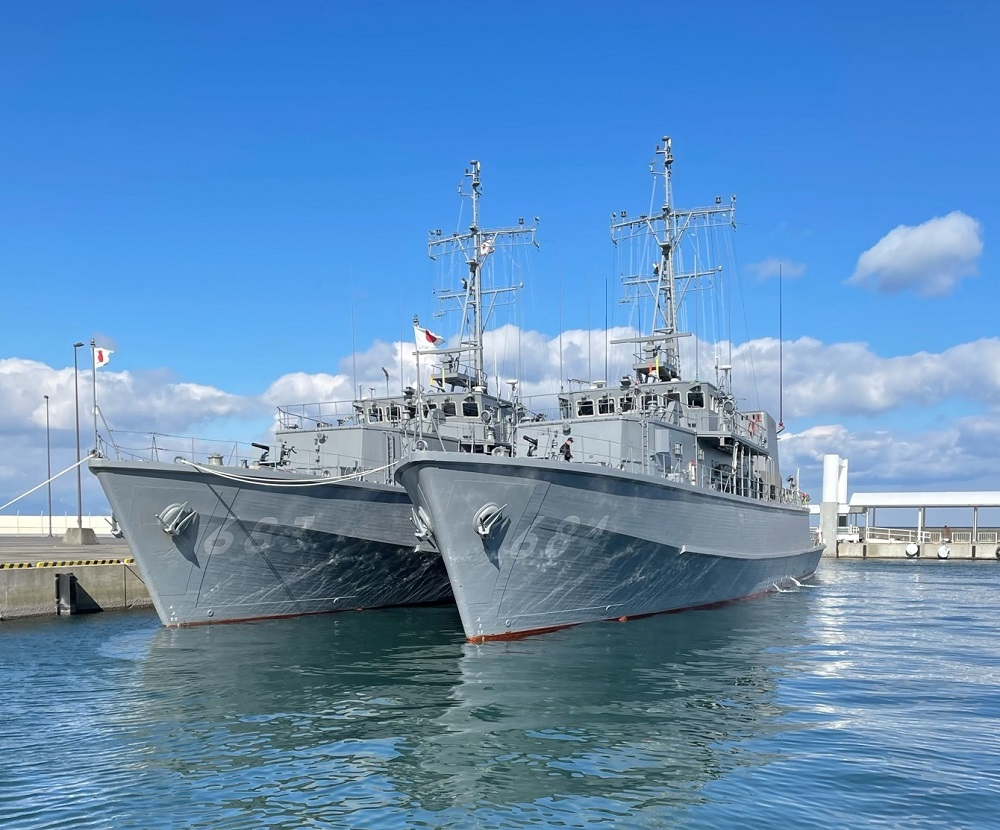
2023年当時の第42掃海隊 「つのしま」（左）と「なおしま」（右）

- 基地隊本部
  - 第42掃海隊
    - MSC-689「あおしま」
    - MSC-690「みやじま」

  - 由良基地分遣隊
  - 仮屋磁気測定所

## 主要幹部
| 官職名         | 階級    | 氏名     | 補職発令日     | 前職                                                                     |
| -------------- | ------- | -------- | -------------- | ------------------------------------------------------------------------ |
| 阪神基地隊司令 | 1等海佐 | 桐生宏幸 | 2024年08月01日 | 海上幕僚監部人事教育部補任課長                                           |
| 副長           | 1等海佐 | 飯田将裕 | 2025年03月24日 | 海上幕僚監部人事教育部人事計画課企画班長 兼 海上幕僚監部防衛部防衛課勤務 |

| 代                 | 氏名               | 在職期間                | 出身校・期            | 前職                                                | 後職                                      | 備考                              |
| 大阪航路啓開隊司令 | 大阪航路啓開隊司令 | 大阪航路啓開隊司令      | 大阪航路啓開隊司令    | 大阪航路啓開隊司令                                  | 大阪航路啓開隊司令                        | 大阪航路啓開隊司令                |
| ------------------ | ------------------ | ----------------------- | --------------------- | --------------------------------------------------- | ----------------------------------------- | --------------------------------- |
| 1                  | 白川 次            | 1952.8.1 － 1953.9.15   | 海経19期              |                                                     | 佐世保地方総監部経理補給部長              | 1等警備正                         |
| 大阪基地隊司令     |                    |                         |                       |                                                     |                                           |                                   |
| 01                 | 山口正之           | 1953.9.16 - 1954.9.19   | 海兵58期              |                                                     | 横須賀地方総監部防衛部長                  | 1等警備正                         |
| 02                 | 白石信秋           | 1954.9.20 - 1956.5.6    | 海兵58期              | 舞鶴地方総監部防衛部長                              | 第11護衛隊司令                            | 1等海佐                           |
| 03                 | 山上龜三雄         | 1956.5.7 - 1958.7.31    | 海兵55期              | 舞鶴練習隊司令                                      | 第1掃海隊群司令                           | 1等海佐                           |
| 04                 | 千種定男           | 1958.8.1 - 1962.3.31    | 海兵58期              | 防衛大学校訓練部長                                  | 海上自衛隊幹部学校付 →1962.12.31 退職     | 就任時1等海佐 1961.7.1 海将補昇任 |
| 05                 | 瀬間 喬            | 1962.4.1 - 1964.8.15    | 海経20期              | 海上幕僚監部総務部厚生課長                          | 海上幕僚監部付 →1965.7.1 退職             | 就任時1等海佐 1963.1.1 海将補昇任 |
| 06                 | 高橋 敏            | 1964.8.16 - 1966.6.30   | 海兵62期              | 海上自衛隊幹部学校教育部長                          | 海上自衛隊幹部学校副校長                  | 就任時1等海佐 1965.7.1 海将補昇任 |
| 07                 | 大野広司           | 1966.7.1 - 1968.3.29    | 海兵63期              | 防衛大学校教授                                      | 阪神基地隊司令                            |                                   |
| 阪神基地隊司令     |                    |                         |                       |                                                     |                                           |                                   |
| 01                 | 大野広司           | 1968.3.30 - 1968.4.15   | 海兵63期              | 大阪基地隊司令                                      | 海上幕僚監部付 →1968.6.30 退職            |                                   |
| 02                 | 市瀬 信            | 1968.4.16 - 1969.12.15  | 海兵65期              | 海上自衛隊第1術科学校副校長 兼 生徒教育部長         | 第2掃海隊群司令                           | 就任時1等海佐 1968.7.1 海将補昇任 |
| 03                 | 関 清栄            | 1969.12.16 - 1971.3.31  | 海兵65期              | 第2掃海隊群司令                                     | 海上幕僚監部付 →1971.7.1 退職（海将昇任） |                                   |
| 04                 | 大堀 正            | 1971.4.1 - 1972.3.31    | 海兵69期              | 在トルコ防衛駐在官 →1970.12.21 海上幕僚監部調査部付 | 海上自衛隊少年術科学校長                  | 就任時1等海佐 1971.7.1 海将補昇任 |
| 05                 | 三輪隆夫           | 1972.4.1 - 1974.3.15    | 海機49期              | 木更津航空補給所長                                  | 海上幕僚監部付 →1974.7.1 退職             |                                   |
| 06                 | 前田夘一郎         | 1974.3.16 - 1975.12.31  | 東京帝大・ 予学4期    | 海上自衛隊幹部候補生学校副校長                      | 退職                                      | 就任時1等海佐 1974.4.1 海将補昇任 |
| 07                 | 田中春雄           | 1976.1.1 - 1977.6.30    | 海兵72期              | 海上自衛隊幹部学校研究部長                          | 海上幕僚監部付 →1977.10.5 退職            | 就任時1等海佐 1976.4.1 海将補昇任 |
| 08                 | 吉田承澄           | 1977.7.1 - 1979.4.1     | 高船（機） 昭和20年卒 | 沖縄基地隊司令                                      | 海上幕僚監部付 →1979.7.1 退職             |                                   |
| 09                 | 鮫島哲郎           | 1979.4.2 - 1981.6.30    | 海機55期              | 海上自衛隊第2術科学校副校長                         | 海上幕僚監部付 →1981.10.1 停年退官        |                                   |
| 10                 | 山澄 暉            | 1981.7.1 - 1982.10.25   | 海兵75期              | 呉地方総監部幕僚長                                  | 退職                                      |                                   |
| 11                 | 遠藤峻生           | 1982.10.26 - 1984.12.16 | 早稲田大・ 3期幹候    | 防衛大学校訓練部長                                  | 海上自衛隊第1術科学校長                   | 1984.8.1 海将昇任                 |
| 12                 | 後川恒郎           | 1984.12.17 - 1987.7.6   | 海保大2期・ 6期幹候   | 海上自衛隊第1術科学校副校長                         | 退職                                      |                                   |
| 13                 | 伊藤金二           | 1987.7.7 - 1989.3.19    | 海保大4期・ 9期幹候   | 自衛隊高知地方協力本部長                            | 退職                                      |                                   |
| 14                 | 高山雅司           | 1989.3.20 - 1990.8.12   | 防大1期               | 防衛大学校教授                                      | 退職                                      |                                   |
| 15                 | 野尻勝馬           | 1990.8.13 - 1992.3.15   | 防大5期               | 第2護衛隊群司令                                     | 退職                                      |                                   |
| 16                 | 三成裕二           | 1992.3.16 - 1994.6.30   | 防大8期               | 潜水艦隊司令部幕僚長                                | 横須賀地方総監部幕僚長                    |                                   |
| 17                 | 仲摩徹彌           | 1994.7.1 - 1996.6.30    | 防大10期              | 統合幕僚会議事務局 第4幕僚室長                      | 教育航空集団司令官                        |                                   |
| 18                 | 上田愛生           | 1996.7.1 - 1997.6.30    | 防大11期              | 統合幕僚学校副校長                                  | 海上幕僚監部監察官                        |                                   |
| 19                 | 明野充功           | 1997.7.1 - 1998.12.7    | 防大10期              | 大湊地方総監部幕僚長                                | 潜水艦隊司令官                            |                                   |
| 20                 | 坂上芳洋           | 1998.12.8 - 1999.12.9   | 防大11期              | 第1護衛隊群司令                                     | 退職                                      |                                   |
| 21                 | 古庄幸一           | 1999.12.10 - 2001.3.26  | 防大13期              | 海上幕僚監部監察官                                  | 護衛艦隊司令官                            |                                   |
| 22                 | 小林秀至           | 2001.3.27 - 2003.6.30   | 防大15期              | 第1航空群司令                                       | 退職                                      |                                   |
| 23                 | 袴田忠夫           | 2003.7.1 - 2005.7.27    | 防大17期              | 海上幕僚監部調査部長                                | 第1術科学校長                             |                                   |
| 24                 | 志賀洋介           | 2005.7.28 - 2007.3.27   | 防大16期              | 第1航空群司令                                       | 退職                                      |                                   |
| 25                 | 佐々木孝宣         | 2007.3.28 - 2008.3.25   | 防大21期              | 練習艦隊司令官 →2006.12.6 海上幕僚監部付            | 防衛大学校訓練部長                        |                                   |
| 26                 | 永田美喜夫         | 2008.3.26 - 2009.3.23   | 防大20期              | 大湊地方総監部幕僚長                                | 潜水艦隊司令官                            |                                   |
| 27                 | 村川豊             | 2009.3.24 - 2010.7.25   | 防大25期              | 海上幕僚監部総務部副部長                            | 海上自衛隊第4術科学校長                   |                                   |
| 28                 | 山本高英           | 2010.7.26 - 2011.8.4    | 防大21期              | 第2航空群司令                                       | 退職                                      |                                   |
| 29                 | 金久保和司         | 2011.8.5 - 2012.7.25    | 防大22期              | 海上幕僚監部監察官                                  | 退職                                      |                                   |
| 30                 | 高橋忠義           | 2012.7.26 - 2013.8.21   | 防大23期              | 第5航空群司令                                       | 退職                                      |                                   |
| 31                 | 髙島辰彦           | 2013.8.22 - 2014.12.14  | 京都大・ 35期幹候     | 舞鶴地方総監部幕僚長                                | 統合幕僚監部総務部長                      |                                   |
| 32                 | 佐藤壽紀           | 2014.12.15 - 2015.11.30 | 防大26期              | 第4護衛隊群司令                                     | 退職                                      |                                   |
| 33                 | 山崎浩一           | 2015.12.1 - 2017.7.31   | 防大29期              | 自衛艦隊司令部作戦主任幕僚                          | 退職（海将補昇任）                        |                                   |
| 34                 | 深谷克郎           | 2017.8.1 - 2019.7.30    | 広島大・ 37期幹候     | 舞鶴教育隊司令                                      | 退職（海将補昇任）                        |                                   |
| 35                 | 寺田博之           | 2019.7.31 - 2020.7.30   | 防大33期              | 海上自衛隊幹部学校 防衛戦略教育研究部長             | 横須賀教育隊司令                          |                                   |
| 36                 | 佐藤広憲           | 2020.7.31 - 2022.3.31   | 防大32期              | 第1潜水隊群司令                                     | 退職（海将補昇任）                        |                                   |
| 37                 | 吉田圭司           | 2022.4.1 - 2023.7.31    | 防大33期              | 掃海隊群司令部幕僚長                                | 退職（海将補昇任）                        |                                   |
| 38                 | 黒田全彦           | 2023.8.1 - 2024.7.31    | 防大34期              | 情報本部情報官 →2023.3.30 海上自衛隊幹部学校        | 自衛隊情報保全隊情報保全官                |                                   |
| 39                 | 桐生宏幸           | 2024.8.1 -              | 防大43期              | 海上幕僚監部人事教育部補任課長                      |                                           |                                   |